# Église Santo Stefano de Venise
Santo Stefano Protomartire est une église catholique de Venise, en Italie, dédiée à saint Étienne.

## Historique
Le couvent et l'église gothique de Santo Stefano furent fondés par l'ordre mendiant des frères ermites augustiniens en 1294. Les travaux durèrent jusqu'en 1325.
Elle fut reconstruite au XIVe siècle et modifiée au XVe siècle lors de la construction du portail et du toit en forme de carène.  L’extérieur est sobre, voire austère, trait retrouvé dans beaucoup de sanctuaires des ordres mendiants de l'époque.
Le couvent fut supprimé par décret en 1810. L'église est alors devenue paroissiale.

## Description

### Situation
Santo Stefano est l'église paroissiale de l'une des paroisses du Vicariat de San Marco-Castello. Les autres églises de la paroisse sont San Samuele, San Maurizio, San Vidal et l'oratoire Sant'Angelo degli Zoppi.
Santo Stefano est située dans le sestiere de San Marco. La façade, exposée nord-ouest, donne sur le campiello Santo Stefano. La face latérale nord-est est bordée par l'ancien couvent et le cloître. L’abside a la particularité d'avoir été construite au-dessus du rio del Santissimo di Santo Stefano. La face sud-ouest donne en partie sur le Campo Santo Stefano. Le campanile est très excentré, comme souvent à Venise, il limite la partie la plus à l'Est de l'ancien couvent et touche le rio Malatin.

### Extérieur

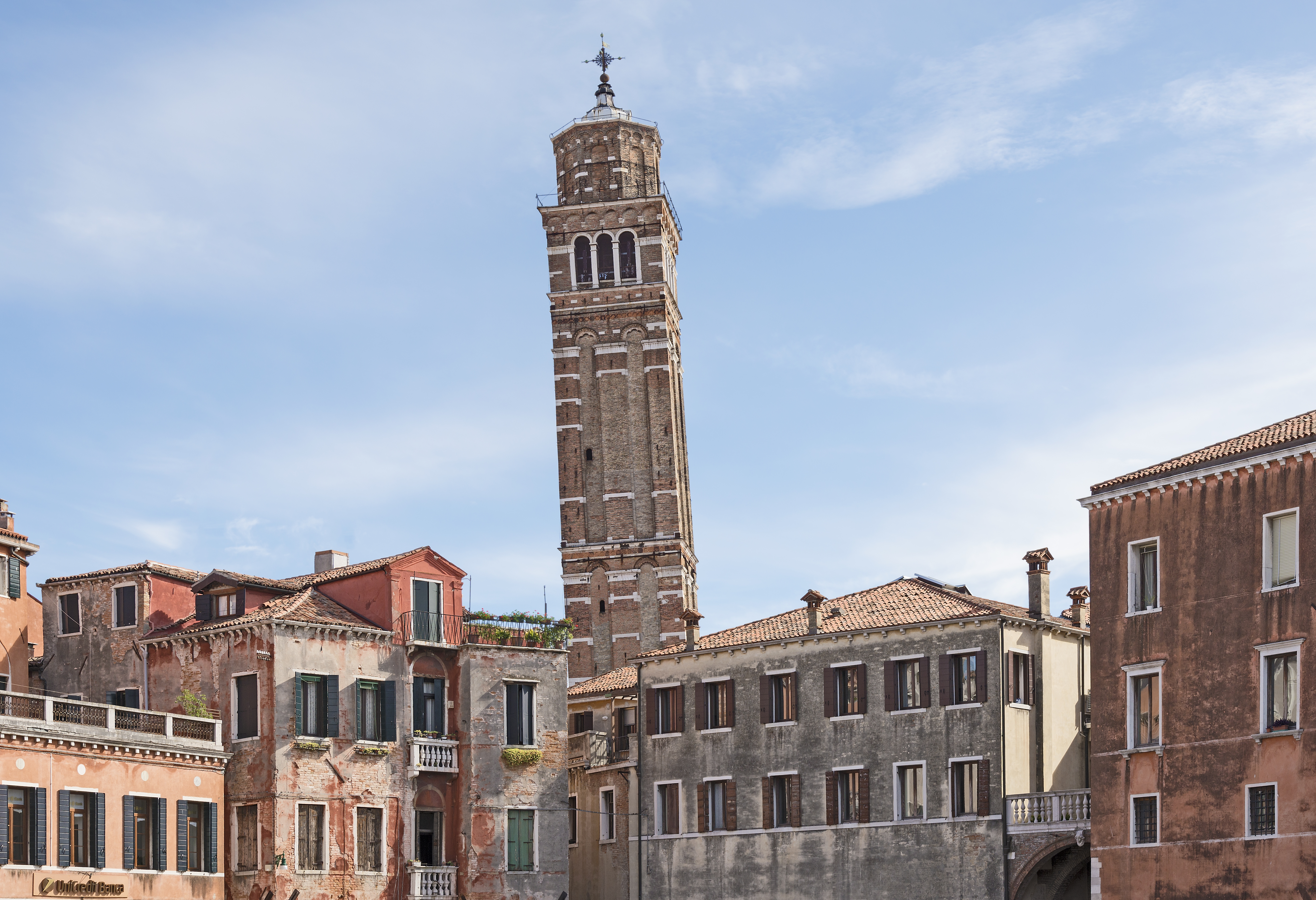
Vue du campanile de Santo Stefano, mettant en évidence son inclinaison.
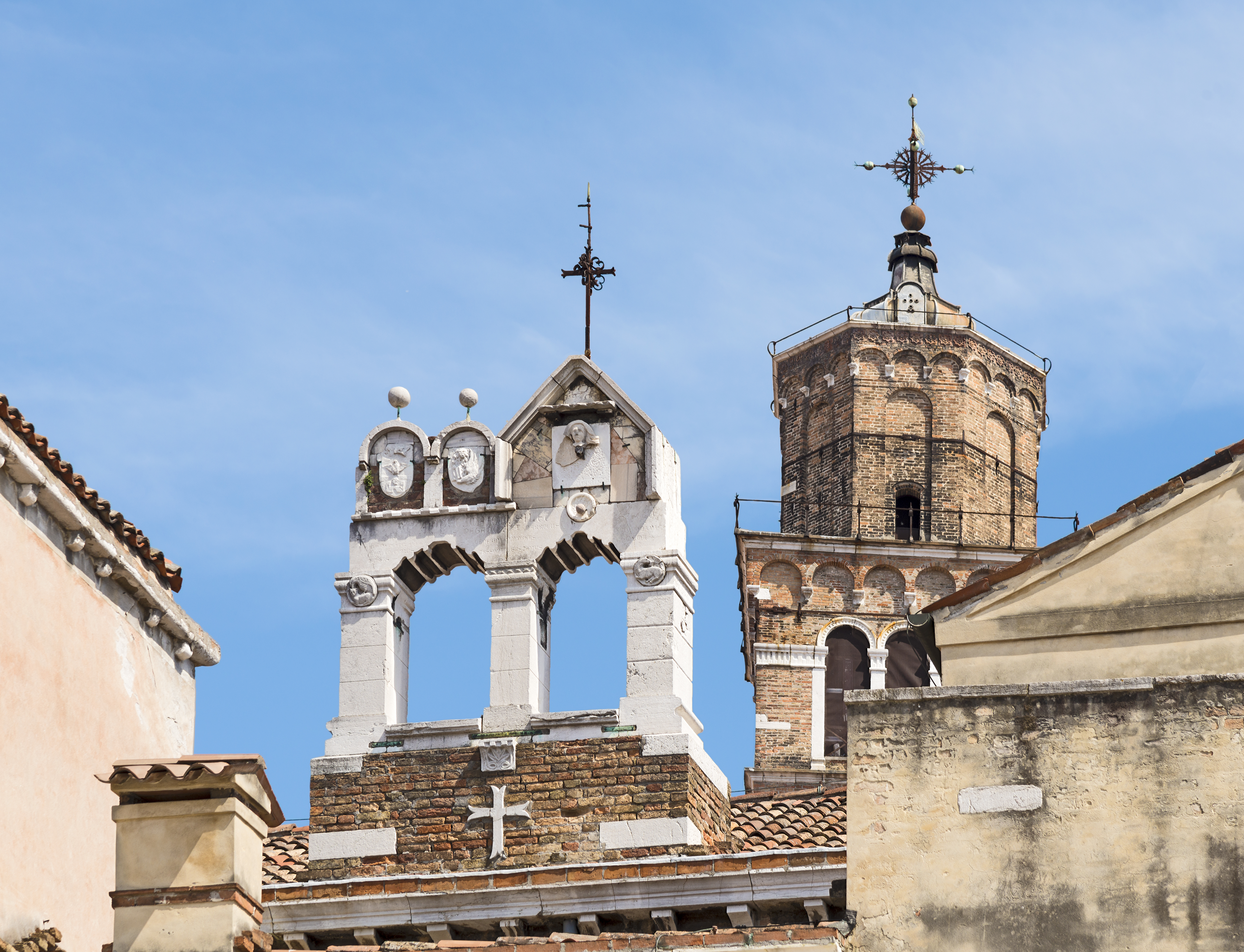
Le "campanile a vela"
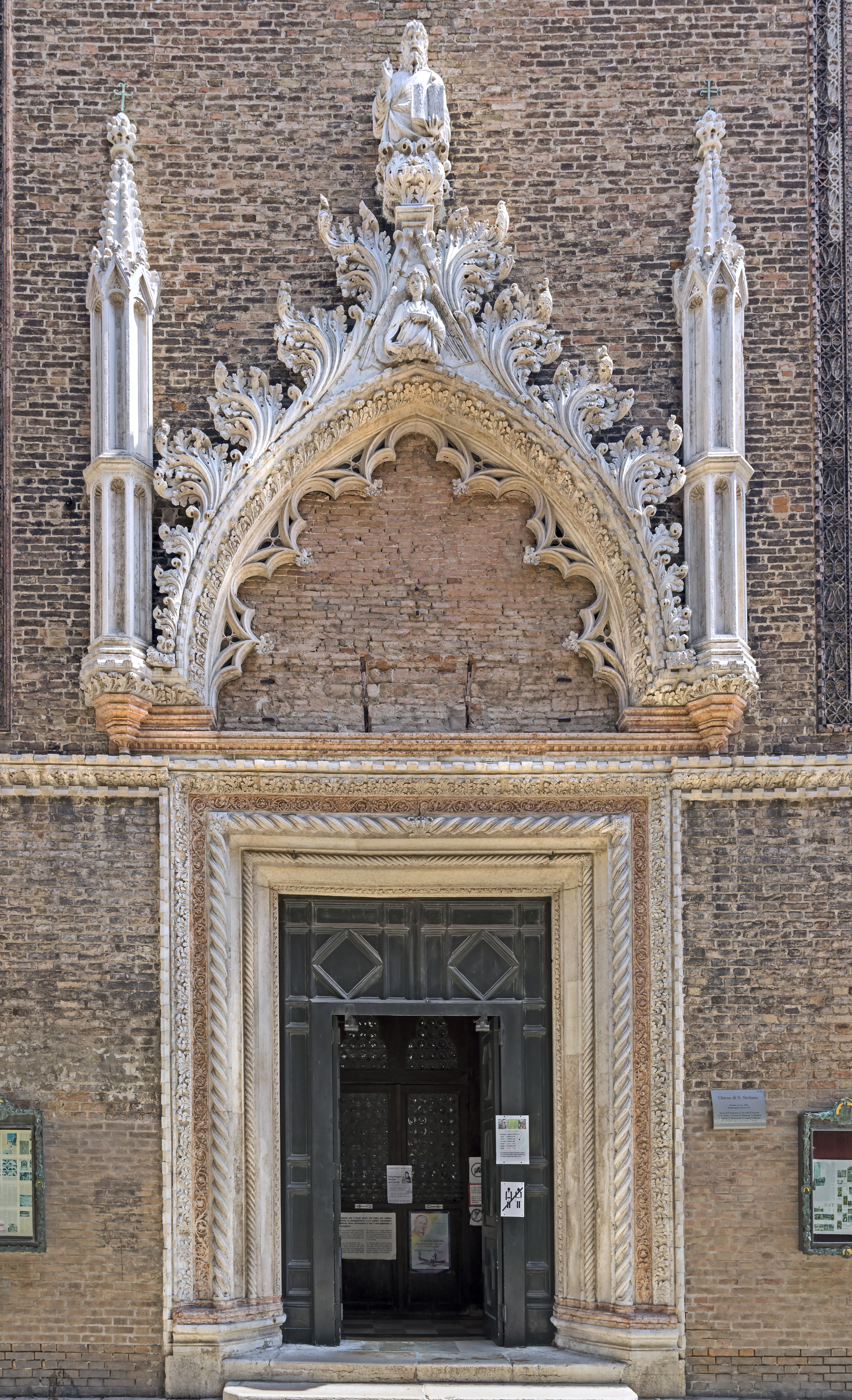
La Portail attribué à Bartolomeo Bon
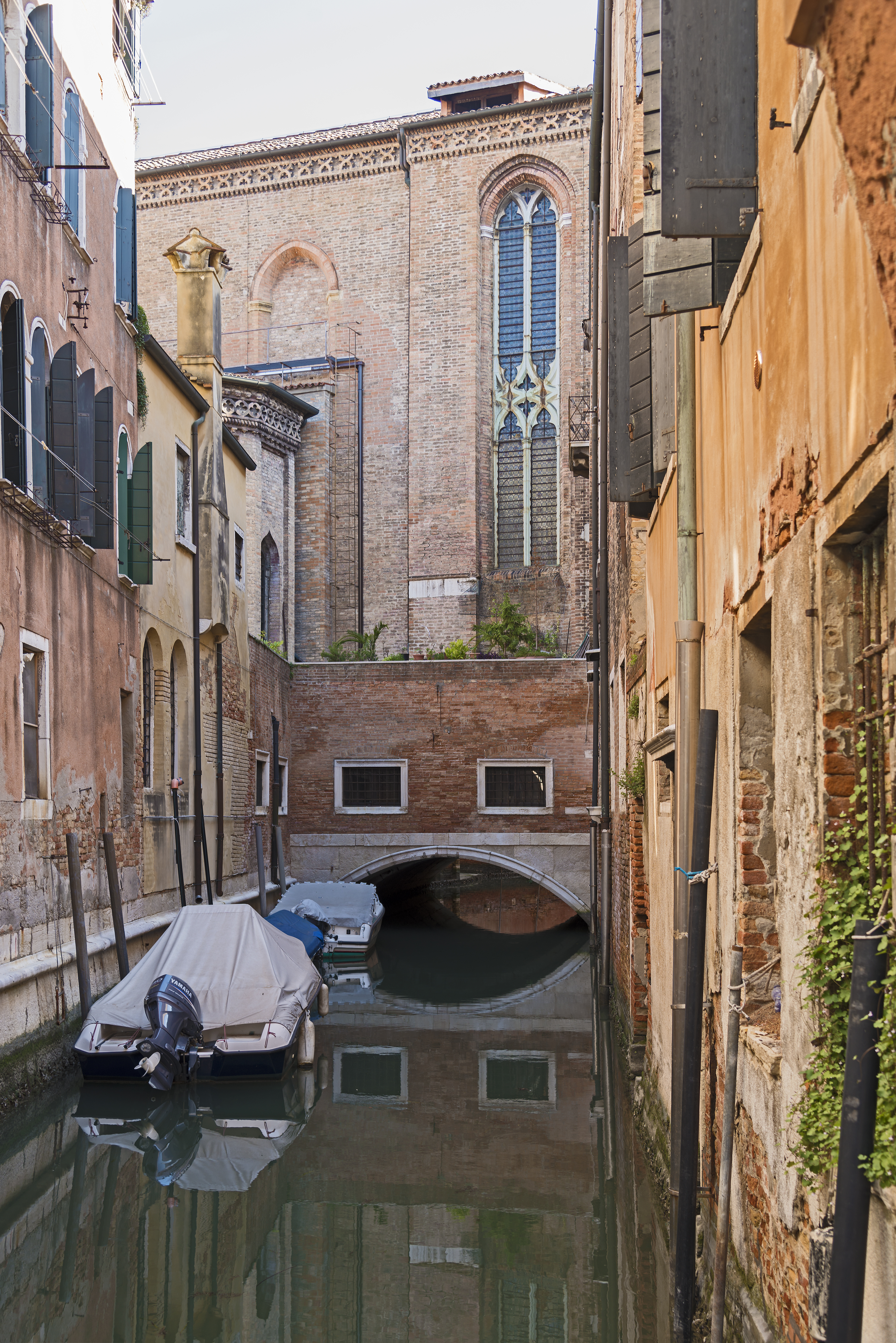
Le pont sous l’abside
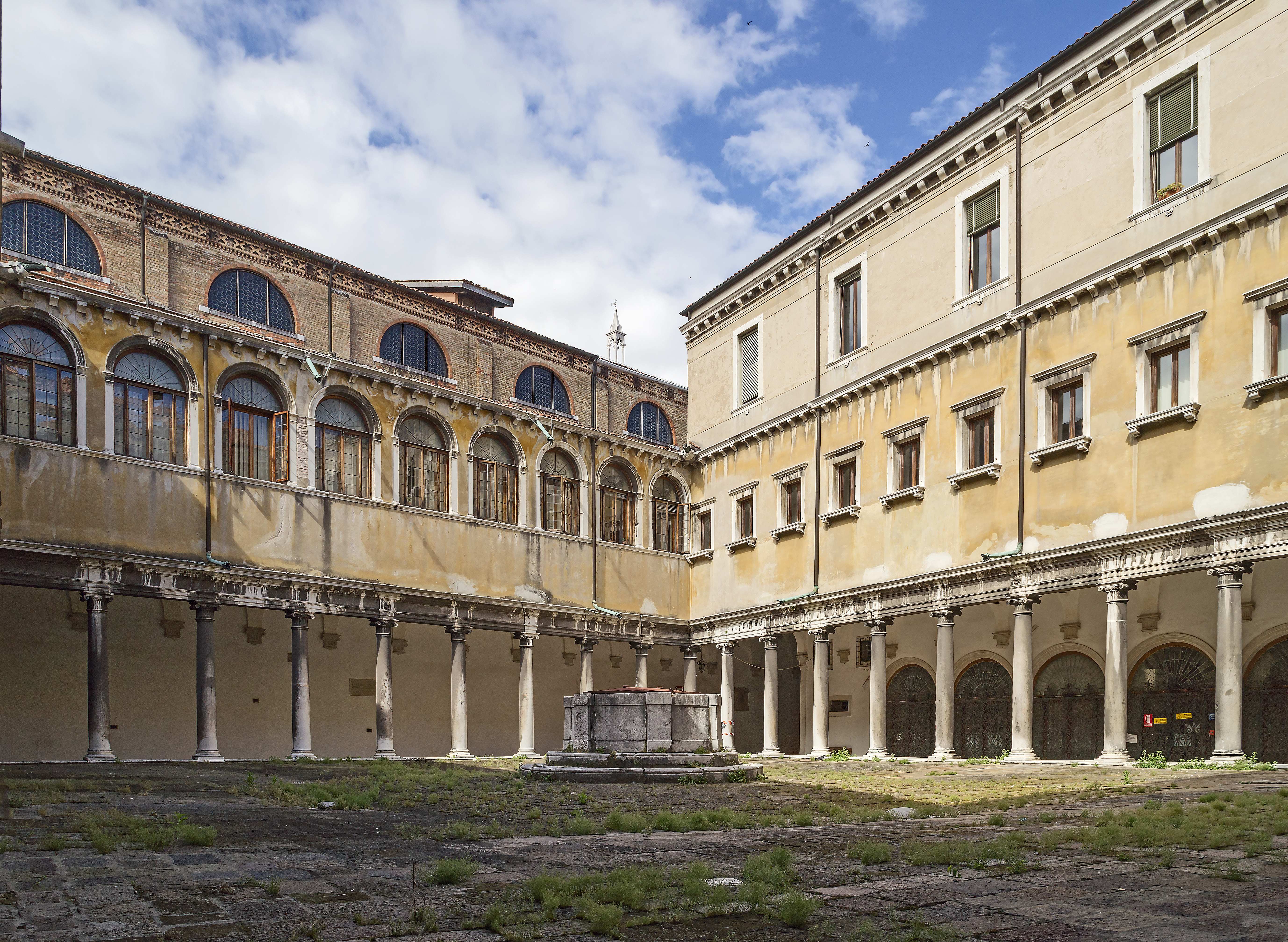
Le cloître principal de l'ancien couvent
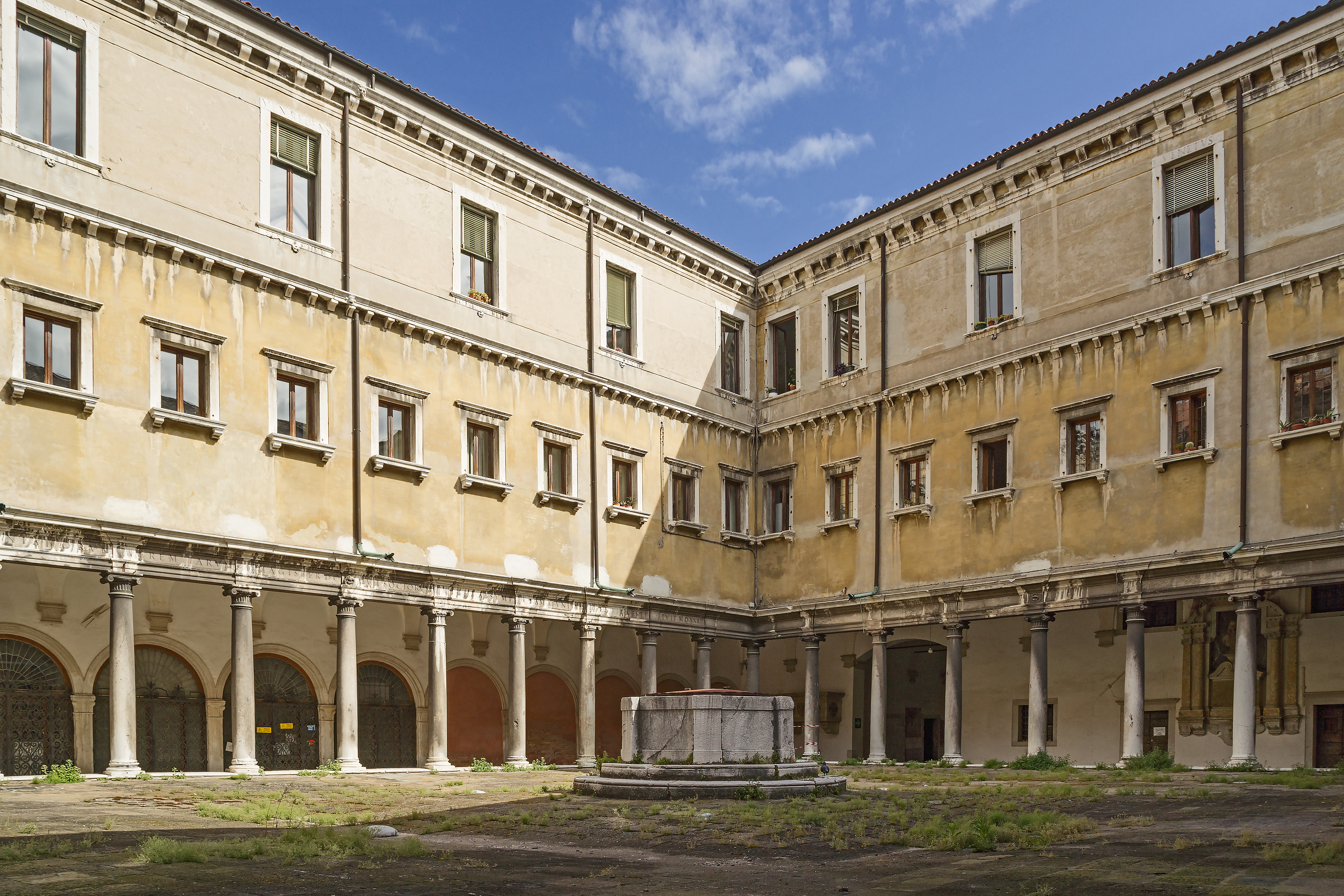

La façade de Santo Stefano possède un important portail de style gothique érigé entre 1438 et 1442, attribué à Bartolomeo Bon.
Le campanile de l'église, plus ancien que le reste de l'édifice, est de plan carré. Au sommet, une chambre à trois arches est surmontée par un tambour octogonal. Comme de nombreux autres campaniles de la lagune de Venise, il est fortement incliné ; cette inclinaison ne présente pas de risque particulier, mais elle est cependant constamment surveillée. Il existe, visible sur le campo Santo Stefano, un petit clocher-mur (campanile a vela) de style gothique.
Les multiples conflits avec les riverains ont imposé aux moines une orientation particulière de l'édifice qui présente son flanc et non sa façade au campo Santo Stefano. Pour les mêmes raison l'abside de l'église est construite sur un pont sous lequel passe le rio del Santissimo di Santo Stefano.

### Intérieur
Le plafond de l'église présente une structure en forme de quille de navire, supportée par des poutres gravées et des colonnes en marbre de Vérone.
Au sol sont placées les pierres tombales du musicien Giovanni Gabrieli et du doge Francesco Morosini.
La contre-façade
Le mausolée du condottiere vénitien Domenico Contarini, commandant dans la bataille de Melegnano, en 1526. Il a été érigé par les neveux du chef militaire, le procurateur de Saint Marc Angelo et son frère Domenico Contarini. L'œuvre date de 1650. Au centre se dresse une statue équestre en bois doré (le sculpteur reste anonyme). Les deux neveux auraient dû être représentés dans ce monument, mais le seul buste d'Angelo fut réalisé et installé sur un piédestal à gauche de la statue. Du côté gauche de la porte d'entrée le monument funéraire du sénateur vénitien Antonio Zorzi, mort en 1588. Le buste est de l'école d'Alessandro Vittoria.

Santo Sefano contient de nombreuses œuvres d'art, dont certaines des artistes suivants :
- Antonio Canova (stèle commémorative de Giovanni Falier dans le chœur) ;
- Pietro Lombardo (tombeau de Giacomo Surian) ;
- Tullio Lombardo (deux statuettes en marbre de la sacristie lui sont attribuées) ;
- Le Tintoret (L'Agonie dans le Jardin, Le Dernier Repas et Le Lavement des pieds des disciples, tous dans la sacristie)
- Paolo Veneziano (crucifix peint dans la sacristie)
- Bartolomeo Vivarini (saints Laurent et Nicolas de Bari dans la sacristie)

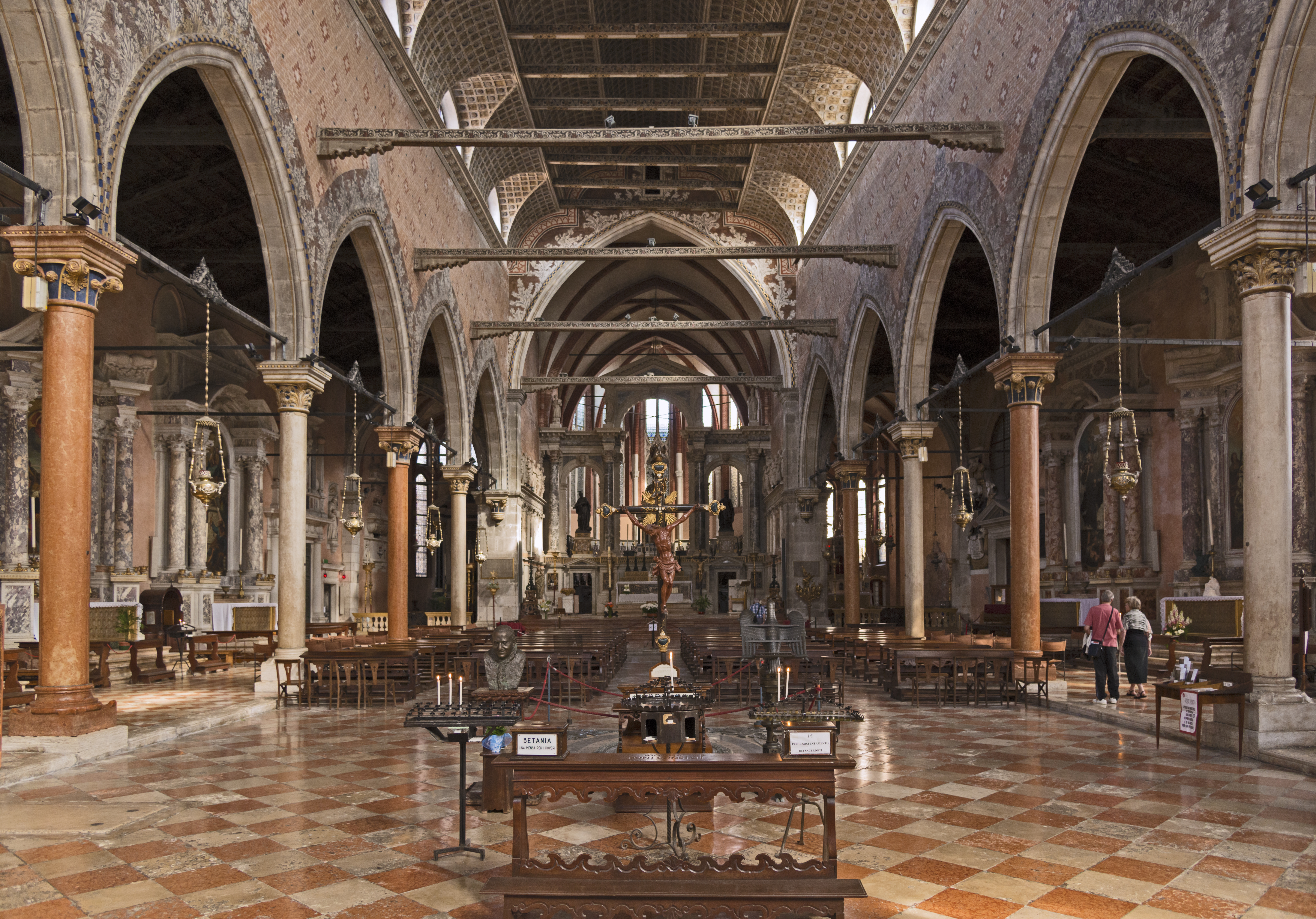
Intérieur de Santo Stefano
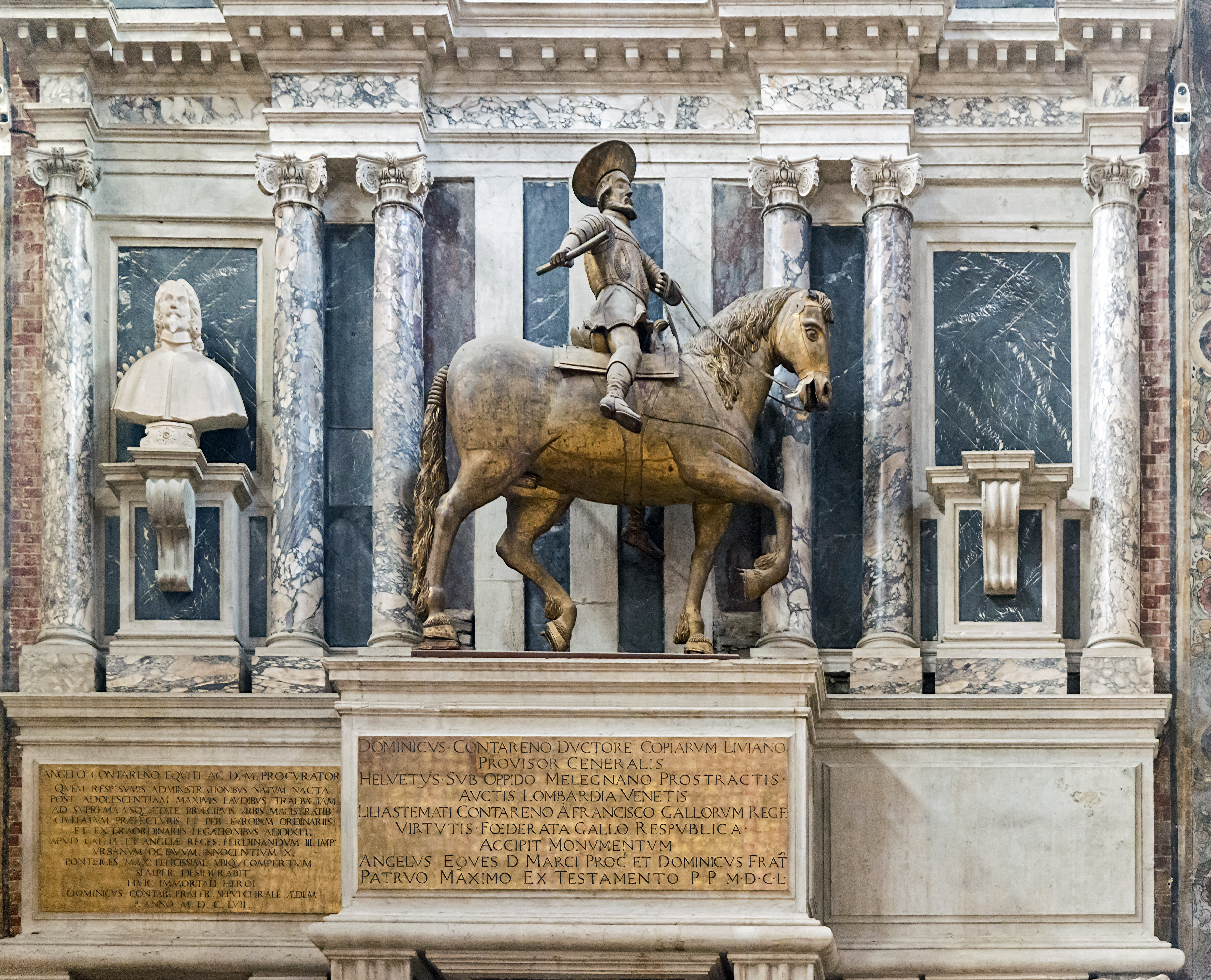
Le mausolée des Contarini
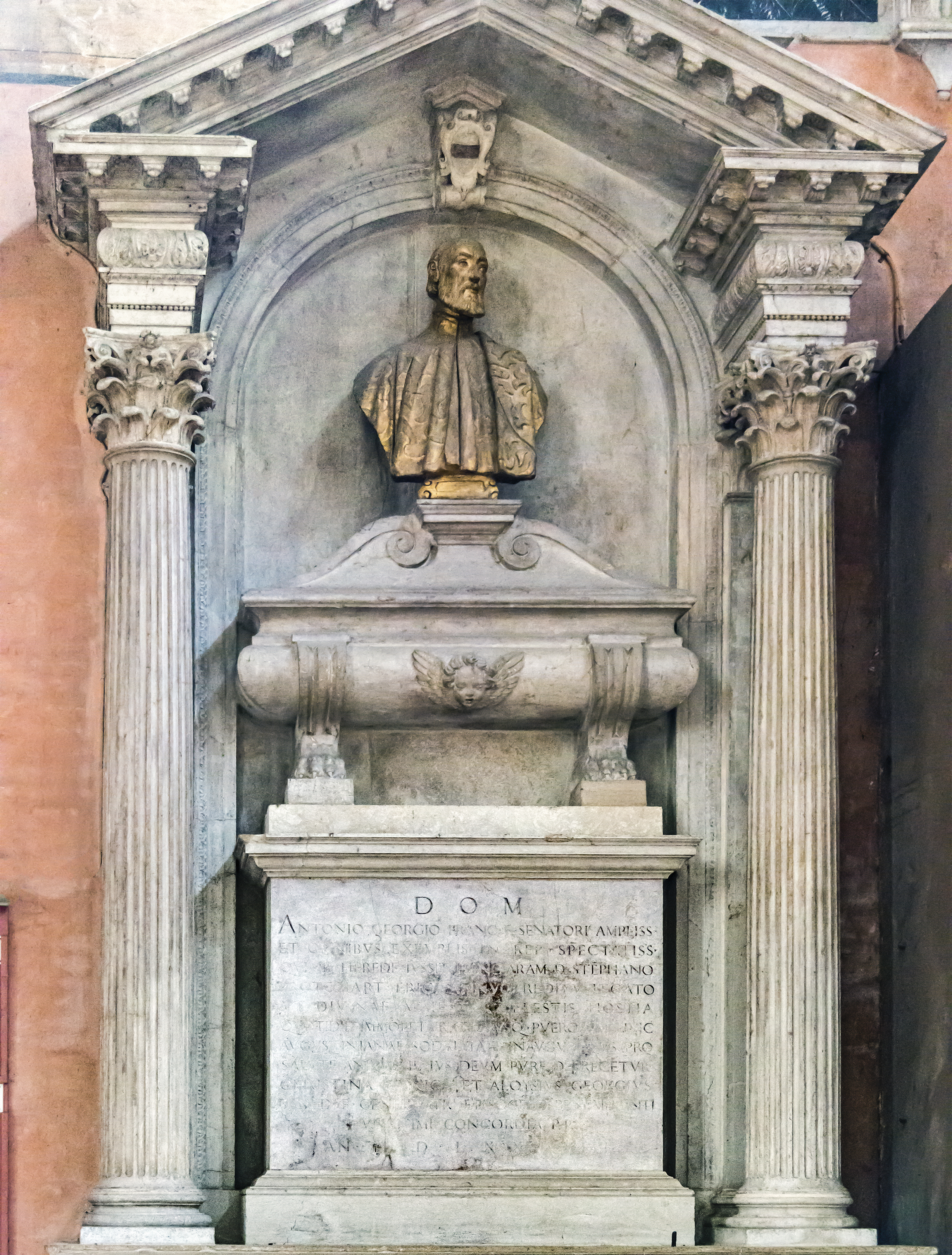
Monument d'Antonio Zorzi
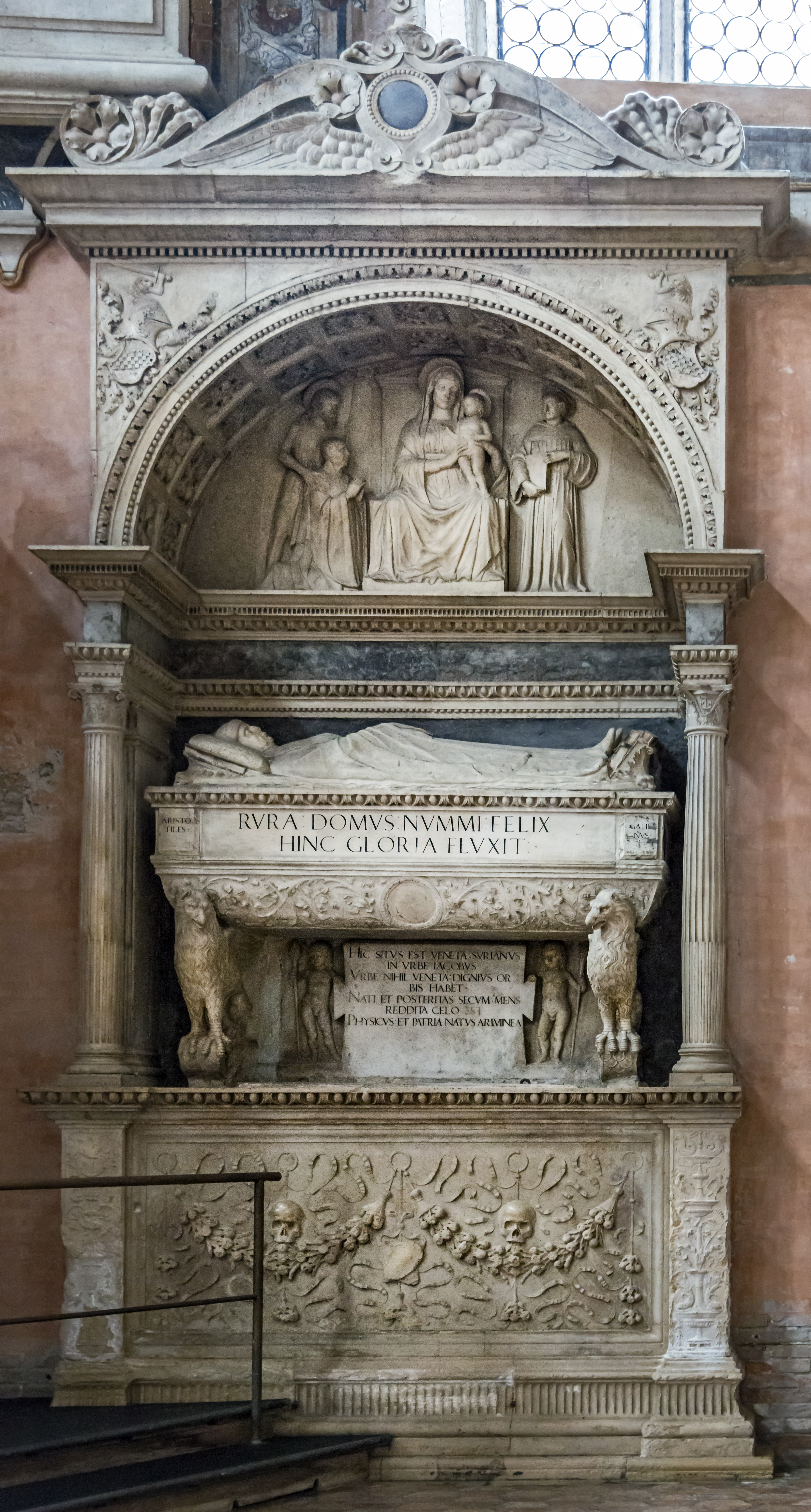
Monument de Giacomo Surian
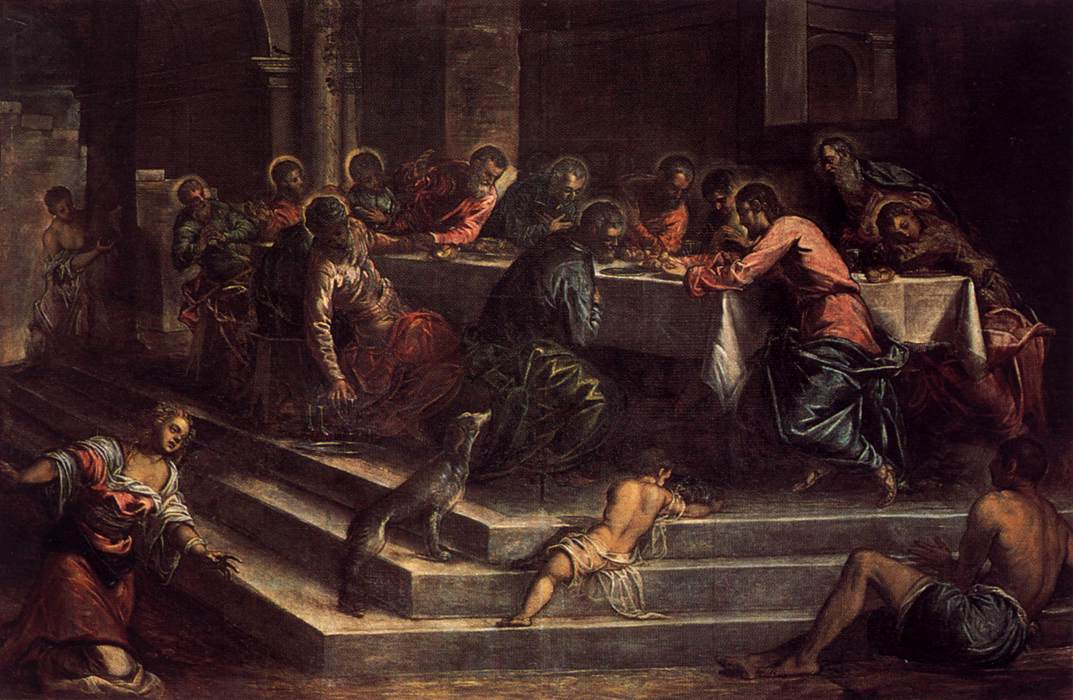
La cène Le Tintoret
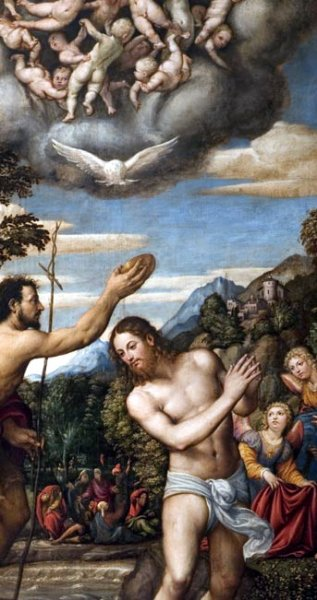
Amalteo Le Baptême du christ